# Hazel McCallion
Hazel McCallion (14 de febrer de 1921 - 29 de gener de 2023) va ser una política canadenca que va exercir com a cinquena alcaldessa de Mississauga. Escollida per primera vegada el novembre de 1978, McCallion va ser alcaldessa durant 36 anys fins a la seva jubilació el 2014, convertint-la en l'alcaldessa més llarga de la història de la ciutat. Va ser candidata amb èxit en dotze eleccions municipals, després d'haver estat aclamada dues vegades i reelegida deu vegades. Va tenir el malnom de "Huracà Hazel" pel seu estil polític obert en referència a l'huracà de 1954, que va tenir un impacte considerable a la ciutat. Quan el 1979 es va produir el descarrilament del tren de Mississauga a principis del seu mandat, va ajudar a supervisar l'evacuació de 200.000 residents de l'explosió, incendi i vessament de productes químics perillosos resultants.
Abans de casar-se, McCallion va jugar a l'hoquei sobre gel femení professional mentre anava a l'escola a Montreal, després va treballar per a l'empresa d'enginyeria canadenca Kellogg i es va traslladar a Toronto el 1942. Es va traslladar a Streetsville el 1951 i va deixar el món empresarial el 1967 per dedicar-se a la política. Va exercir com a alcaldessa de Streetsville de 1970 a 1973, abans de la seva fusió a Mississauga. Després del seu mandat com a alcaldessa de Mississauga, McCallion va continuar sent una figura pública activa, servint com a primera canceller del Sheridan College, a la junta de l'Autoritat de l'Aeroport del Gran Toronto i com a assessor especial del govern d'Ontario.
McCallion va rebre diversos honors, com ara l'Ordre del Canadà el 2005, l'Ordre d'Ontario el 2020, la medalla del jubileu d'or de la reina Isabel II el 2002, la medalla del jubileu de diamant de la reina Isabel II el 2012 i un doctorat honorari en dret de la Universitat de Toronto i la Universitat de Ryerson. Va morir als 101 anys i va rebre un funeral d'estat en el que hauria estat el seu 102è aniversari.